# Con Martin
Pour les articles homonymes, voir Martin (nom de famille).
Cornelius « Con » Joseph Martin, né le 20 mars 1923 à Rush et mort le 24 février 2013, est un footballeur international irlandais. Martin a d'abord joué au football gaélique pour l'équipe du comté de Dublin avant de se lancer dans une carrière de footballeur, jouant entre autres pour Drumcondra, Glentoran, Leeds United et Aston Villa.
Martin est également un double international et a joué et dirigé les deux équipes irlandaises — le FAI XI et l'IFA XI —. En 1949, il était membre du FAI XI qui a battu l'Angleterre 2-0 à Goodison Park, un exploit qui est souvent cité comme la première victoire d'une équipe non britannique sur l'Angleterre à domicile.
Martin joue principalement en tant que demi-centre. Il fait ses débuts internationaux avec le FAI en tant que gardien de but et fait une saison comme gardien de but d'Aston Villa.

## Footballeur gaélique
Martin a joué au football gaélique dans sa jeunesse pour le club St Maurs GAA à Rush, dans le comté de Dublin, et a été appelé dans le panel senior du comté de Dublin à l'âge de 18 ans. Le 9 novembre 1941, il a aidé Dublin à remporter le titre de Leinster, s'associant à Joe Fitzgerald de Geraldines au milieu de terrain lors de la finale contre Carlow. Cependant, en même temps qu'il jouait pour Dublin, il jouait également au football pour Drumcondra. Lorsque cela est découvert, la Gaelic Athletic Association, qui maintenait l'interdiction des sports non gaëliques, expulse Martin et lui retire ses médailles. Après la levée de l'interdiction, Il retrouve ses médaille en 1971,,.

## Carrière en club
Martin joue pour Drumcondra, puis pour Glentoran. C'est à cette époque qu'il fait ses débuts pour la FAI en tant que gardien de but et en tant que défenseur pour l'IFA. Il rejoint Leeds en décembre 1946, puis en septembre 1948, Aston Villa comme défenseur. En juillet 1956, Martin signe à Waterford United, et en décembre 1959, à Dundalk.

## International irlandais
Lorsque Martin a commencé sa carrière internationale en 1946, il y avait en effet deux équipes irlandaises, choisies par deux associations rivales. Les deux associations, l'IFA basée en Irlande du Nord et la FAI basée en république d'Irlande, ont revendiqué la compétence sur l'ensemble de l'Irlande et ont sélectionné des joueurs de toute l'île. En conséquence, plusieurs joueurs irlandais notables de cette époque, dont Martin, ont joué pour les deux équipes.

### FAI
Entre 1946 et 1956, Martin est sélectionné 30 fois et marque 6 buts pour le FAI.
Le 8 septembre lors d'un match de qualification pour la Coupe du Monde de la FIFA 1950 contre la Finlande, où il joue comme avant-centre, il marque deux fois. Le 21 septembre, avec Johnny Carey et Peter Farrell, il était membre du FAI XI qui a battu l'Angleterre 2-0 à Goodison Park, devenant ainsi la première équipe non britannique à battre l'Angleterre à domicile. Martin a marqué le premier match. Il marque son cinquième but, lors d'une défaite 3-1 contre la Suède lors d'un autre match de qualification pour la Coupe du monde. Le 10 mai 1950, il est capitaine de la FAI XI lors d'une défaite 5-1 contre la Belgique. Il a marqué son dernier but pour le FAI XI lors d'une victoire 2-1 contre la Norvège lors d'un match amical le 7 novembre 1954,.

### IFA
Martin est sélectionné six fois par l'IFA entre 1946 et 1950.
Sa dernière sélection avec l'IFA est lors d'un match nul 0-0 avec le pays de Galles le 8 mars 1950. Ce match fait partie du championnat britannique de 1950, et sert également de qualification pour la Coupe du monde de football de 1950 . Martin, avec Davy Walsh, Reg Ryan et Tom Aherne, était l'un des quatre joueurs nés dans l'État libre, inclus dans l'IFA XI ce jour-là et, par conséquent, il a joué pour deux associations différentes dans le même tournoi de la Coupe du Monde de la FIFA. Cette situation a finalement conduit à l'intervention de la FIFA et, par conséquent, Martin est devenu l'un des quatre derniers joueurs nés dans l'État libre à jouer pour IFA.

## Famille
Martin était le membre fondateur d'une famille de footballeurs irlandais. Son fils Mick Martin a joué au cours des années 1970, pour Manchester United, Newcastle United, West Bromwich Albion et la république d'Irlande. Son autre fils, Con Martin Jr. a joué pour plusieurs clubs de la Ligue d'Irlande. Sa fille Mary a épousé Gerry Garvan qui a également joué dans la Ligue d'Irlande. Martin Sr. a ensuite travaillé comme courtier d'assurance et a formé une société, Martin & Garvan Insurances Ltd., avec son gendre. Le petit-fils de Martin, Owen Garvan, a joué pour Crystal Palace et avec l'équipe espoirs irlandaise et dans l' équipe B de la république d'Irlande dans un match contre Nottingham Forest.